# Turó del Ros
El Cap del Ros o turó del Ros és una muntanya de 640 metres que es troba entre els municipis de Vacarisses i de Viladecavalls, a la comarca del Vallès Occidental. És el turó més alt de la serra de Collcardús.
Al cim podem trobar-hi un vèrtex geodèsic (referència 283117001).
Aquest cim està inclòs al llistat dels 100 cims de la FEEC amb el nom de Turó del Ros. 